# Амур, Хлоя
Хлоя Амур (англ. Chloe Amour, настоящее имя — англ. Chloe Michele, род. 30 мая 1991 года, Сан-Антонио, Техас, США) — американская порноактриса и эротическая фотомодель.

## Биография
Родилась 30 мая 1991 года в городе Сан-Антонио (штат Техас, США). Имеет мексиканские, испанские и индейские (чероки) корни. В 2012 году отправила в журнал Playboy свои фотографии, которые затем были опубликованы. Агентство Mötley Mödels, получив фотографии, заинтересовалось Хлоей и связалось с ней.
31 марта 2013 года Хлоя получила первый контракт на съёмку сцены со студией FTV Girls в Финиксе, штат Аризона. Она дебютировала в качестве порноактрисы за несколько недель до достижения 22-летнего возраста. Снималась для таких студий, как Evil Angel, Reality Kings, Wicked, Tushy, AMK Empire, Mofos, Girlfriends Films, Penthouse, Zero Tolerance, Hustler, New Sensations, Digital Sin, Elegant Angel, Brazzers и Naughty America.
На 2018 год снялась более чем в 290 фильмах.

## Награды и номинации
| Год  | Церемония         | Результат | Номинация                                                  | Работа                         |
| ---- | ----------------- | --------- | ---------------------------------------------------------- | ------------------------------ |
| 2013 | Sex Awards        | Номинация | Самая горячая новая девушка                                | н/д                            |
| 2014 | AVN Awards        | Номинация | Приз зрительских симпатий: самая многообещающая дебютантка | н/д                            |
| 2015 | AVN Awards        | Номинация | Лучшая групповая лесбийская сцена                          | All Girl Adventure: RV Edition |
| 2015 | AVN Awards        | Номинация | Приз зрительских симпатий: горячая задница                 | н/д                            |
| 2015 | XBIZ Award        | Номинация | Лучшая новая старлетка                                     | н/д                            |
| 2016 | AVN Awards        | Номинация | Лучшая сцена триолизма ЖМЖ                                 | Sex Kittens                    |
| 2016 | XBIZ Award        | Номинация | Лучшая сцена секса в лесбийском фильме                     | Young and the Rest of Us       |
| 2017 | AVN Awards        | Номинация | Лучшая групповая лесбийская сцена                          | Lick It Good                   |
| 2017 | AVN Awards        | Номинация | Лучшее сольное / стриптиз исполнение                       | Oil Overload 15                |
| 2017 | AVN Awards        | Номинация | Приз зрительских симпатий: горячая задница                 | н/д                            |
| 2017 | Spank Bank Awards | Номинация | Лучший DSL                                                 | н/д                            |
| 2017 | Spank Bank Awards | Номинация | Лучший результат года                                      | н/д                            |
| 2017 | Spank Bank Awards | Номинация | Двойной динамо года                                        | н/д                            |
| 2017 | Spank Bank Awards | Номинация | Самый красивый рот шлюхи                                   | н/д                            |
| 2018 | AVN Awards        | Номинация | Лучшая актриса                                             | Love For Sale 2                |

## Избранная фильмография
- 2 Girls Are Better Than 1,[14]
- Cumming Together,[15]
- Dirty Masseur 9,[16]
- Eva’s Adventures,[17]
- Footprints,[18]
- Girl On Girl Milk,[19]
- Hands-On Experience,[20]
- Lesbian Desires 3,[21]
- Perfectly Natural 3,[22]
- Real Slut Party 24,[23]
- Sensual Moments 3,[24]
- Sorority Slampieces[25]
- Three Of Us[26].